# Sega
Sega (jap: 株式会社セガ, eng: Sega Corporation) multinacionalna je tvrtka koja se bavi proizvodnjom i izdavanjem videoigara, kao i proizvodnjom programskih podrška (software) i računalnih sklopovskih podrška (hardware). Tvrtka se prije bavila i proizvodnjom osobnih računala i igraćih konzola. Središte tvrtke Sega se nalazi u Ōti, Tokio, Japan. Tvrtka je imala uspjehe i s arkadna igrama i s kućnim konzolama, ali je 24. siječnja, 2001. službeno prestala s proizvodnjom igraćih konzola i počela se koncentrirati na software proizvodnju neovisnih platforma.
Glavni uredi tvrtke Sega, kao i glavni uredi njene domaće podružnice, Sega Corporation (Japan), se nalaze u općini Ōta u Tokiju, Japan. Sjedište europske podružnice Sege, Sega Europe Ltd., se nalazi u Brentfordu, kvartu Londona. Sjedište sjevernoameričke (SAD) podružnice Sege, Sega of America Inc., se nalazi u San Franciscu u Kaliforniji; prijašnje sjedište je bilo u Redwood Cityju (Kalifornija) do 1999. godine. Sjedište australske podružnice Sega Australia se nalazi u Sydneyu, New South Wales. Tvrtka također ima podružnice u Francuskoj, Njemačkoj i Italiji. U kolovozu 2005.godine, Sega Channel (televizijski kanal je započeo s crtićem Johnny Test.
Do 2000. godine, službeno ime tvrtke Sega je bilo Sega Enterprises Ltd.

## Proizvodi

### Arkadni strojevi
| - Sega G80 - Sega System 1 - Sega System 2 - Sega System E - Sega System 16 - Sega X Board - Sega Y Board - Sega System 18 - Sega System 24 - Sega Mega-Tech - Sega Mega-Play - Sega System C-2 - Sega System 32 - Sega Model 1 | - Sega Model 2 - Sega Titan Video - Sega Model 3 - Sega NAOMI - Sega NAOMI 2 - Sega HIKARU - Sega Chihiro - Triforce - Sega Lindbergh - Sega Europa-R - Sega RingEdge - Sega RingWide |

### Konzole
- Sega SG-1000:
- Sega SG-1000 II:
- Sega Mark III
- Sega SC-3000
- Sega SC-3000H
- Sega Master System
- Sega Mega Drive
- Sega Mega-CD
- Sega 32X
- Sega Multi-Mega
- Sega TeraDrive
- Sega Neptune
- Sega Saturn
- Sega Dreamcast
- Sega Pico
- Sega Advanced Pico Beena:
- Amstrad Mega PC

### Ručne platforme
- Game Gear
- Sega Nomad
- Sega VMU
- Sega Mega Jet